# Mzaar Kfardebian

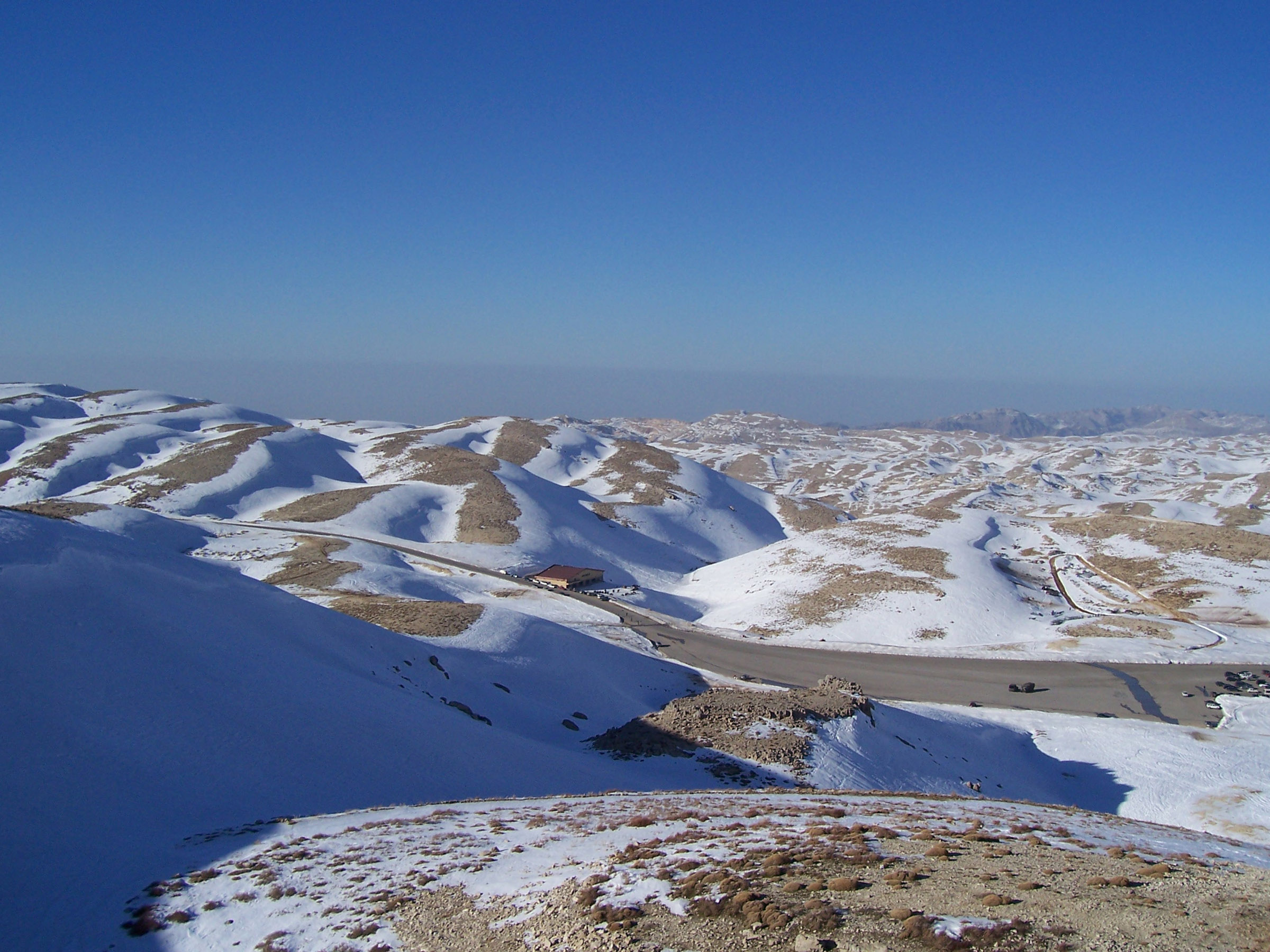
Montanhas Faraya

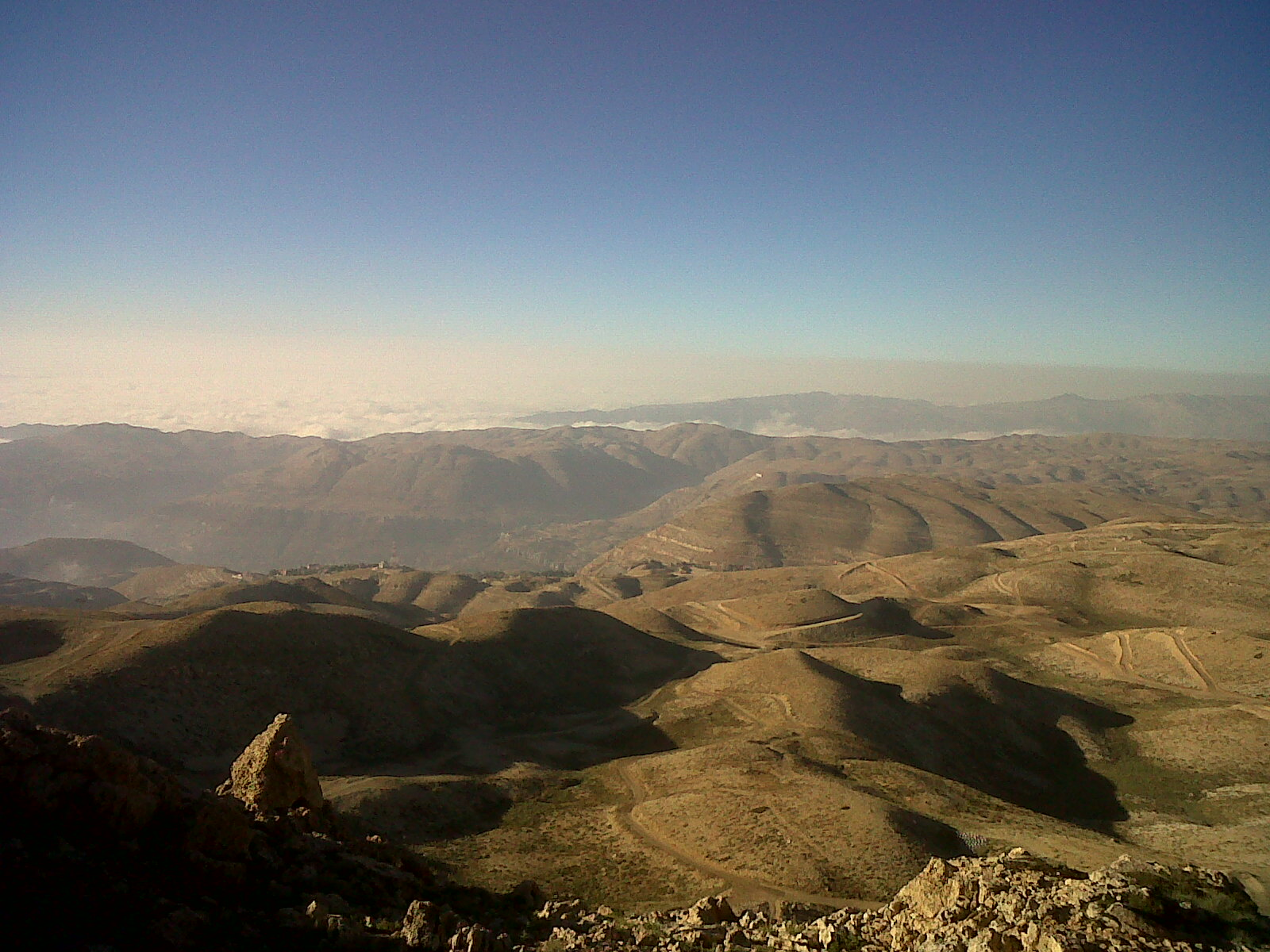
Oyoun El Siman

Mzaar Kfardebian (em árabe: مزار كفردبيان  — anteriormente Faraya Mzaar) é uma zona de esqui no Líbano e o maior complexo de esqui maior no Médio Oriente. Encontra-se a uma hora de distância de Beirut, capital do Líbano. A zona também é conhecida como Ouyoune el Simane.

## Lugares históricos e naturais
Numa elevação de 1550 metros, Faqra é o lar de templos romanos bem conservados e também de colunas, altares e túmulos escavados em rocha.
No caminho até às ruínas de Faqra, encontram-se uma ponte natural desenhada pela água chamado "Jisr al-Hayar" ou a "ponte de pedra", com um arco de 38 metros.

## Clima
| Clima em Mzaar Ski Resort Altitude 1900m | Clima em Mzaar Ski Resort Altitude 1900m | Clima em Mzaar Ski Resort Altitude 1900m | Clima em Mzaar Ski Resort Altitude 1900m | Clima em Mzaar Ski Resort Altitude 1900m | Clima em Mzaar Ski Resort Altitude 1900m | Clima em Mzaar Ski Resort Altitude 1900m | Clima em Mzaar Ski Resort Altitude 1900m | Clima em Mzaar Ski Resort Altitude 1900m | Clima em Mzaar Ski Resort Altitude 1900m | Clima em Mzaar Ski Resort Altitude 1900m | Clima em Mzaar Ski Resort Altitude 1900m | Clima em Mzaar Ski Resort Altitude 1900m | Clima em Mzaar Ski Resort Altitude 1900m |
| Mês                                      | janeiro                                  | fevereiro                                | março                                    | abril                                    | maio                                     | junho                                    | julho                                    | agosto                                   | setembro                                 | outubro                                  | novembro                                 | dezembro                                 | anual                                    |
| ---------------------------------------- | ---------------------------------------- | ---------------------------------------- | ---------------------------------------- | ---------------------------------------- | ---------------------------------------- | ---------------------------------------- | ---------------------------------------- | ---------------------------------------- | ---------------------------------------- | ---------------------------------------- | ---------------------------------------- | ---------------------------------------- | ---------------------------------------- |
| recorde máximo °C (°F)                   | 16.5 (61.7)                              | 20.0 (68)                                | 27.3 (81.1)                              | 30.1 (86.2)                              | 34.3 (93.7)                              | 32.8 (91)                                | 33.2 (91.8)                              | 31.1 (88)                                | 28.6 (83.5)                              | 28.1 (82.6)                              | 23.6 (74.5)                              | 19.9 (67.8)                              | 34.3 (93.7)                              |
| médias mais altas °C (°F)                | 3.6 (38.5)                               | 4.1 (39.4)                               | 6.8 (44.2)                               | 10.6 (51.1)                              | 14.6 (58.3)                              | 17.9 (64.2)                              | 20.3 (68.5)                              | 20.8 (69.4)                              | 19.7 (67.5)                              | 16.3 (61.3)                              | 10.7 (51.3)                              | 5.7 (42.3)                               | 12.6 (54.7)                              |
| média diária °C (°F)                     | 0.9 (33.6)                               | 1.0 (33.8)                               | 3.5 (38.3)                               | 6.9 (44.4)                               | 10.5 (50.9)                              | 13.9 (57)                                | 16.5 (61.7)                              | 17.0 (62.6)                              | 15.7 (60.3)                              | 12.9 (55.2)                              | 7.3 (45.1)                               | 2.8 (37)                                 | 9.1 (48.3)                               |
| médias mais baixas °C (°F)               | −1.9 (28.6)                              | −2.0 (28.4)                              | 0.1 (32.2)                               | 3.2 (37.8)                               | 6.4 (43.5)                               | 10.0 (50)                                | 12.6 (54.7)                              | 13.3 (55.9)                              | 11.7 (53.1)                              | 8.7 (47.7)                               | 3.6 (38.5)                               | −0.1 (31.8)                              | 5.5 (41.9)                               |
| recordes mais baixos °C (°F)             | −15.3 (4.5)                              | −15.3 (4.5)                              | −14.1 (6.6)                              | −6.0 (21.2)                              | −3.2 (26.2)                              | 1.8 (35.2)                               | 5.1 (41.2)                               | 5.8 (42.4)                               | 3.3 (37.9)                               | −2.8 (27)                                | −7.5 (18.5)                              | −10.7 (12.7)                             | −15.3 (4.5)                              |
| média de precipitação mm (polegadas)     | 231.2 (9.1)                              | 185.5 (7.3)                              | 151.0 (5.94)                             | 80.6 (3.17)                              | 42.9 (1.69)                              | 1.2 (0.05)                               | 0.0 (0)                                  | 0.4 (0.02)                               | 7.2 (0.28)                               | 100.3 (3.95)                             | 141.7 (5.58)                             | 200.6 (7.9)                              | 1,142.6 (44.98)                          |
| média de nevadas cm (polegadas)          | 188.9 (74.4)                             | 144.7 (57)                               | 62.2 (24.5)                              | 1.9 (0.7)                                | 0.0 (0)                                  | 0.0 (0)                                  | 0.0 (0)                                  | 0.0 (0)                                  | 0.0 (0)                                  | 0.0 (0)                                  | 7.1 (2.8)                                | 104.2 (41)                               | 509 (200.4)                              |
| média de chuvas diárias (≥ 0.1 mm)       | 1                                        | 2                                        | 4                                        | 5                                        | 3                                        | 1                                        | 0                                        | 1                                        | 2                                        | 5                                        | 8                                        | 7                                        | 39                                       |
| média de neve diária (≥ 0.1cm)           | 16                                       | 11                                       | 6                                        | 1                                        | 0                                        | 0                                        | 0                                        | 0                                        | 0                                        | 0                                        | 1                                        | 8                                        | 43                                       |
| [citation needed]                        |                                          |                                          |                                          |                                          |                                          |                                          |                                          |                                          |                                          |                                          |                                          |                                          |                                          |